# Olfert Fischer (Schiff)
Das 1905 in Dienst gestellte dänische Küstenpanzerschiff Olfert Fischer war das zweite von drei Schiffen der Herluf-Trolle-Klasse mit zwei 24-cm-Einzeltürmen. Sie schied 1936 aus dem Dienst in der dänischen Flotte aus. Das Schiff war benannt nach dem Vizeadmiral Olfert Fischer (1747–1829), dem dänischen Befehlshaber in der Seeschlacht von Kopenhagen 1801.

## Baugeschichte

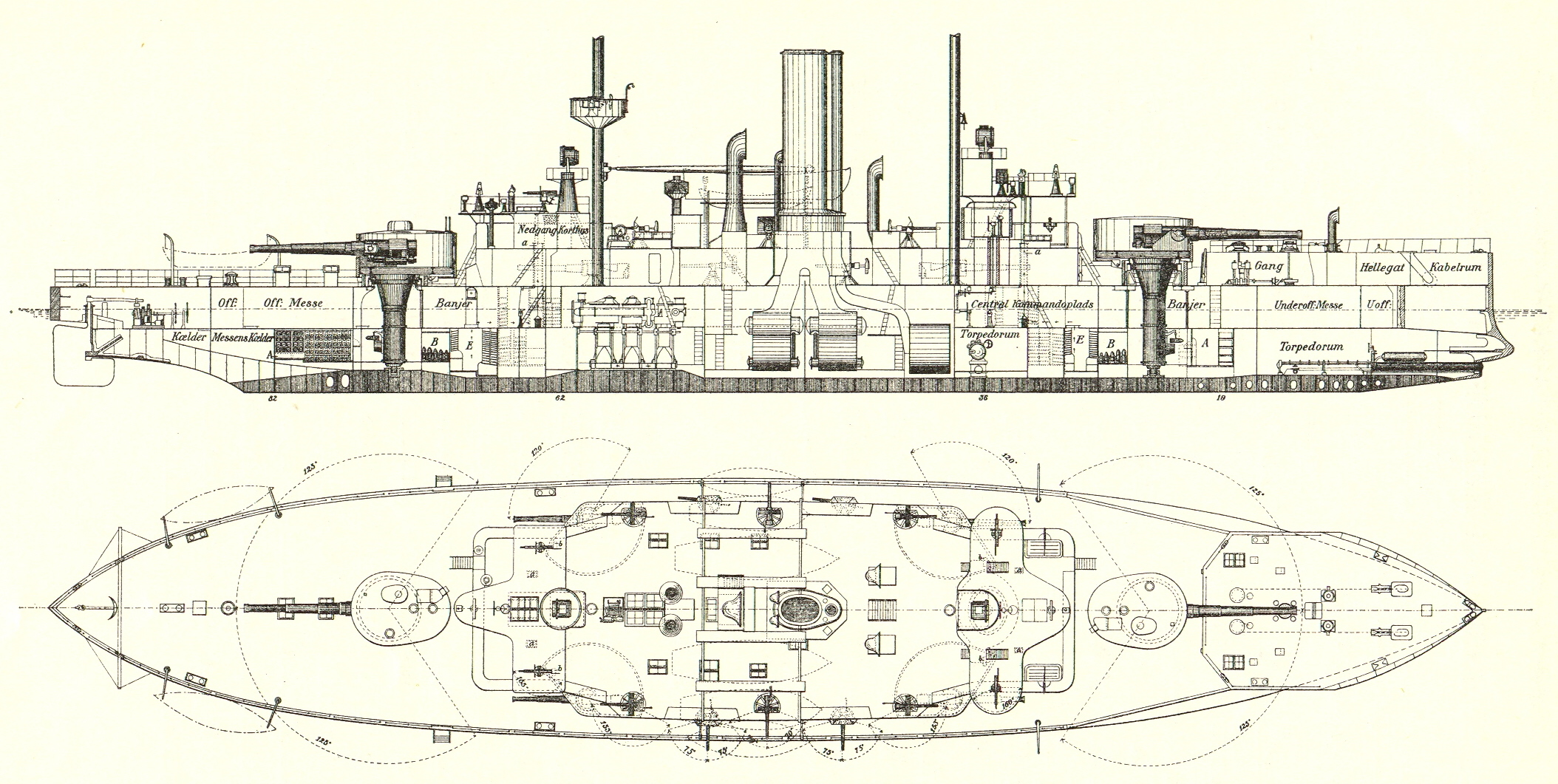
Plan des Schwesterschiffes Herluf Trolle

Die Olfert Fischer war das erste Schwesterschiff der Herluf Trolle und verfügte über einige Verbesserungen gegenüber dem Typschiff. Eine Verstärkung der Panzerung ergab sich aus der Verwendung des gehärteten Krupp-Stahls, des damals modernsten Panzerstahls. Auch reichte der Gürtelpanzer bei der Olfert Fischer nunmehr über die gesamte Rumpflänge. Die 24-cm-Canet-Kanonen der Herluf Trolle wurden auf der Olfert Fischer durch etwas längere 24-cm-L/43-Kanonen der schwedischen Firma Bofors ersetzt, die eine Reichweite von 13.700 m gegenüber den 11.500 m des Canet-Modells hatten und deren Feuergeschwindigkeit 1,8 Schuss je Minute (gegenüber 1,3) betrug. Die Verwendung etwas modernerer 15-cm-Kanonen des gleichen Herstellers brachte nur geringe Verbesserungen mit einer Reichweite von 10.400 m und einer Feuergeschwindigkeit von 7 Schuss pro Minute.
Da das bisherige Flottenflaggschiff Helgoland zur Aussonderung anstand, erhielt das neue Küstenpanzerschiff zusätzliche Admiralsräume, um künftig als Flaggschiff der dänischen Flotte zu dienen.

## Einsatzgeschichte

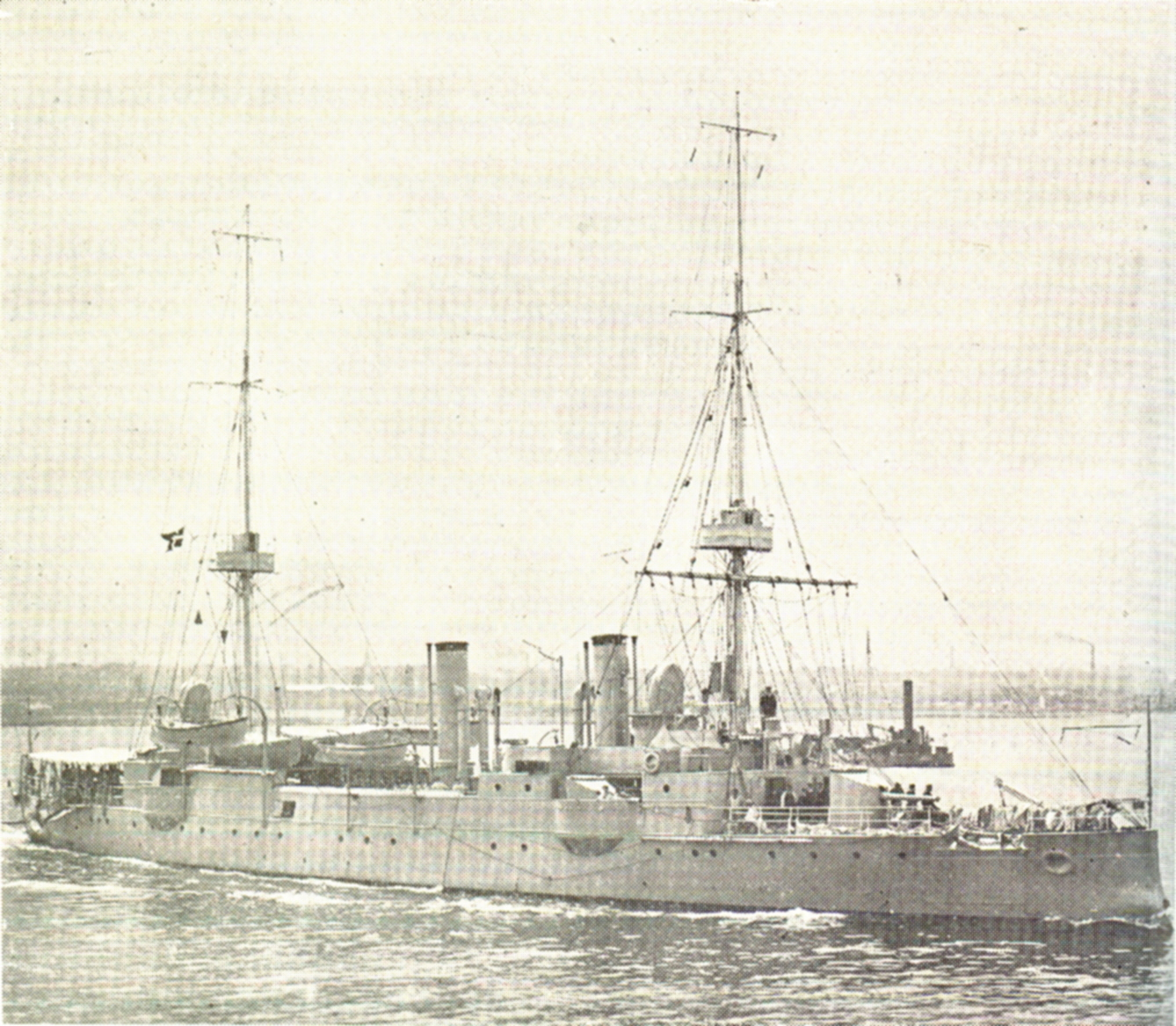
Der Kreuzer Gejser, 1919

Die Olfert Fischer kam am 31. Mai 1905 erstmals in Dienst und übernahm schon am 15. Juni eine Sonderaufgabe, als sie als Flaggschiff der dänischen Flottille mit dem kleinen Geschützten Kreuzer Gejser die königliche Yacht Dannebrog mit dem Prinzen Carl und seiner Gemahlin Maud nach Oslo brachte. Der Prinz war zum König des gerade selbständig gewordenen Norwegen gewählt worden.
Von 1906 bis 1912 nahm die Olfert Fischer regelmäßig an den Geschwaderübungen teil. Vom 12. bis zum 17. Mai 1912 geleitete sie die Dannebrog mit dem Sarg des in Hamburg verstorbenen dänischen Königs Friedrich VIII. von Travemünde nach Kopenhagen. Im Winter 1912/1913 gehörte sie wiederum zum Wintergeschwader.
Am 2. August 1914 begann für die Olfert Fischer die Neutralitätswache der dänischen Marine im Ersten Weltkrieg, die für sie am 27. November 1918 endete. Die drei Schiffe der Herluf-Trolle-Klasse wechselten während dieser Zeit mehrfach ihre Aufgaben zwischen dem 1. Geschwader am Öresund, dem 2. Geschwader am Großen Belt und der Aufgabe als Flottenflaggschiff.
1920 ging das Schiff anfangs nach Nordschleswig, um gegebenenfalls gegen marodierende russische Kriegsgefangene vorzugehen, und transportierte dann dänische Truppen in die dortigen Abstimmungsbezirke. Die Olfert Fischer gehörte im Herbst zum Übungsgeschwader. 1921 führte sie zusammen mit der Peder Skram Versuche mit HM-1-Seeflugzeugen (in Lizenz gebaute Maschinen vom Typ Hansa-Brandenburg W.29) durch. 1922 war sie mehr ein stationäres Schulschiff, 1923 machte sie auch wenige kurze Reisen. 1924 wurde sie auch aktiviert, ohne Reisen durchzuführen.
1926 machte sie dann einige Fahrten in dänischen Gewässern und war im Herbst Flaggschiff des Übungsgeschwaders. 1928 führte sie allein einige Fahrten als Artillerieschulschiff durch, ehe sie im Herbst zum Manövergeschwader trat. 1930 wurde das Schiff der Reserve zugeordnet, um dann 1933 nochmals Artillerieschulschiff zu werden, einige selbstständige Reisen in dieser Funktion durchzuführen und dann im Herbst letztmals an den Flottenmanövern teilzunehmen.
Vom 5. bis 17. Oktober 1936 diente das teilweise abgerüstete Schiff als Zielschiff für die Luftstreitkräfte von Heer und Marine. Die Versuche fanden in der Faxebucht statt. Die Ergebnisse waren wegen der geringen Trefferquote enttäuschend. Im Anschluss wurde das Schiff in Dänemark abgebrochen.

## Die dänischen Küstenpanzerschiffe
| Name           | Stapellauf         | Verdrängung | Geschwindigkeit | Hauptbewaffnung  |
| -------------- | ------------------ | ----------- | --------------- | ---------------- |
| Tordenskjold   | 30. September 1880 | 2.534 t     | 13,3 kn         | 1 × 35,5 cm L/25 |
| Iver Hvitfeldt | 14. April 1886     | 3.478 t     | 15,1 kn         | 2 × 26 cm L/35   |
| Skjold         | 8. Mai 1896        | 2.195 t     | 13,4 kn         | 1 × 24 cm L/40   |
| Herluf Trolle  | 2. September 1899  | 3.505 t     | 15,6 kn         | 2 × 24 cm L/40   |
| Olfert Fischer | 9. Mai 1903        | 3.650 t     | 15,8 kn         | 2 × 24 cm L/43   |
| Peder Skram    | 2. Mai 1908        | 3.735 t     | 16,0 kn         | 2 × 24 cm L/43   |

## Erneute Verwendung des NamensOlfert Fischer

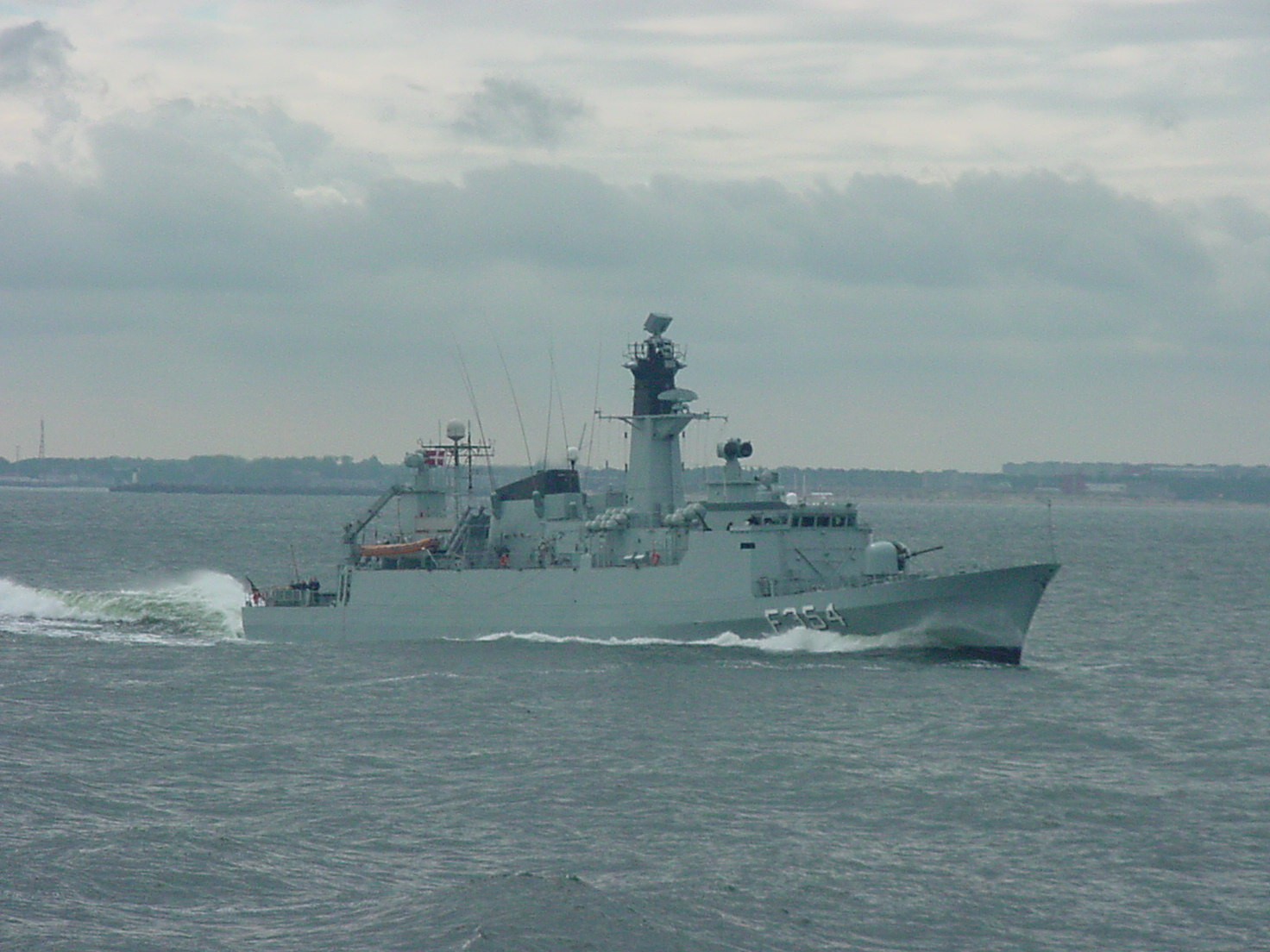
Das Typschiff Niels Juel

1981 bis 2009 hatte die dänische Marine die Korvette Olfert Fischer von 1320 t im Dienst. Ihre Schwesterschiffe hießen Niels Juel und Peter Tordenskjold.